# Teatr plastyczny

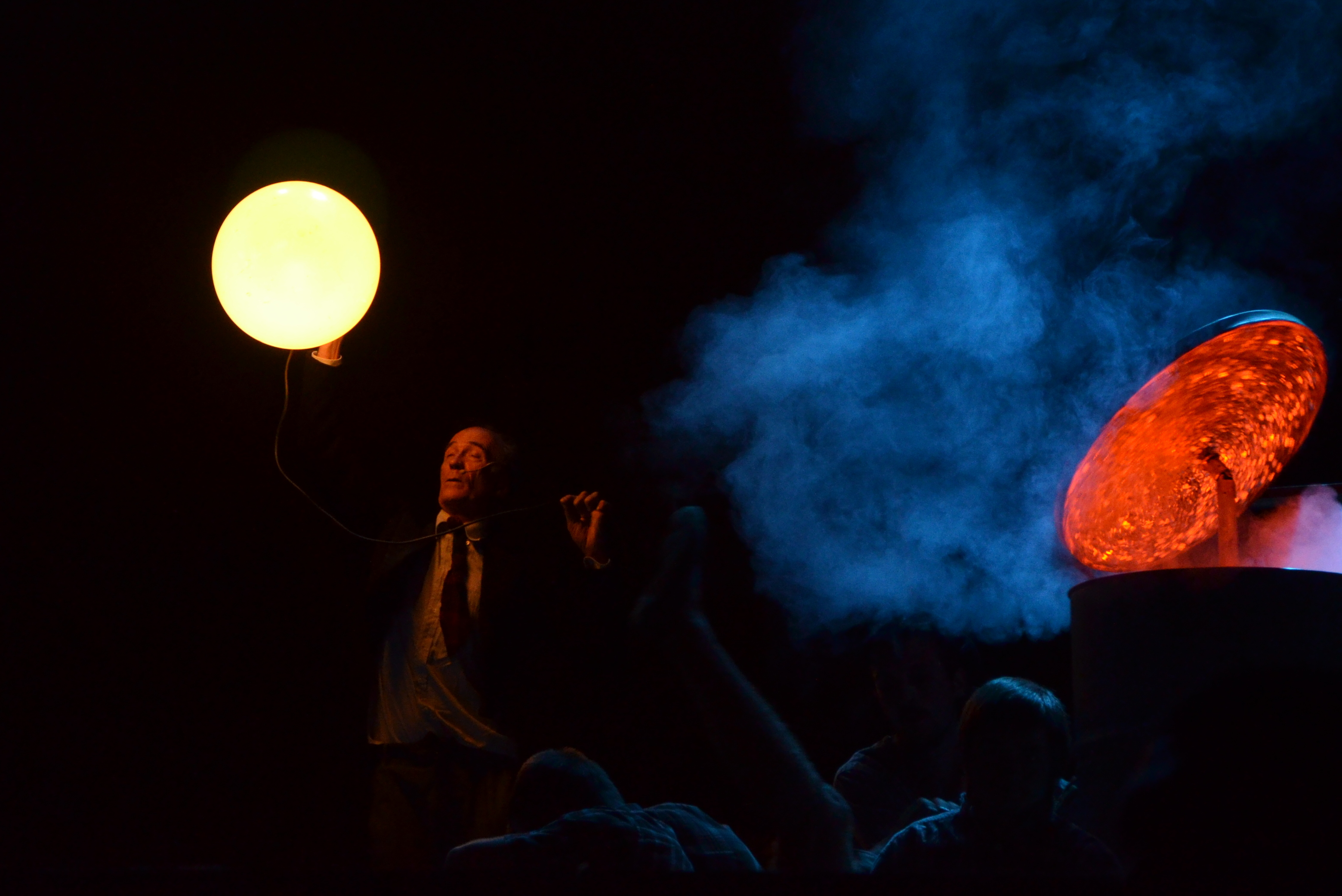
Teatr plastyczny

Teatr plastyczny – rodzaj teatru (i widowiska teatralnego) przeważnie opartego na sztukach plastycznych. Dominującą cechą tego typu inscenizacji jest przewaga obrazu nad słowem. Teatr plastyczny przybiera charakter intermedialny, wykorzystując media plastyczne np. collage, assemblage, environment oraz happening. Teatr plastyczny zrodził się w wyniku Wielkiej Reformy Teatralnej w zakresie przewartościowania sztuki teatru.
Zalążki teatru plastycznego pojawiły się już u wędrownych komediantów średniowiecznych, którzy używali wymalowanych płócien, jednakże genezy powstania tego rodzaju teatru, dopatruje się w: teatralizowanych meetingach futurystów, w prowokacjach dadaistów, w happeningu, w działaniach Fluxusu, w performance oraz wielu formach tzw. live art lat 60. i 70. 
Za prekursora teatru plastycznego w Polsce uważa się Józefa Szajnę, który od lat 70. wykorzystywał przy tworzeniu inscenizacji teatralnych wyszukane obrazy, nawiązujące do estetyki ekspresjonistycznej i surrealistycznej. Obok Józefa Szajny przedstawicielem teatru plastycznego był Tadeusz Kantor. Obecnie czołowym reprezentantem jest Leszek Mądzik – założyciel Sceny Plastycznej KUL w Lublinie.